# Parlamentswahlen in Italien 1994
Die Parlamentswahlen von 1994 fanden am 27. und 28. März 1994 statt. Sie gelten als Wendepunkt von der so genannten Ersten zur Zweiten Italienischen Republik. Zwar gab es keine neue Verfassung, aber ein neues Wahlrecht und einen völligen Umbruch im Parteiensystem.
Wahlsieger war das Mitte-rechts-Bündnis um die erst wenige Monate vor der Wahl gegründete Partei Forza Italia, das anschließend unter dem Ministerpräsidenten Silvio Berlusconi die Regierung stellte.

## Bedeutung
Erstmals wurde nach dem nach Sergio Mattarella benannten neuen Wahlrecht Mattarellum gewählt. An die Stelle der reinen Verhältniswahl trat ein gemischtes System: drei Viertel der Sitze in der Camera dei deputati wurden nach dem Mehrheitswahlprinzip vergeben, nur ein Viertel proportional nach dem Stimmenanteil der Parteien mit einer Sperrklausel von 4 Prozent (vorher kannte Italien keine Hürde für den Einzug ins Parlament).
Gleichzeitig fand ein einschneidender Umbruch im Parteiensystem statt. Nachdem sich bereits 1991 die Partito Comunista Italiano (PCI) – traditionell zweitstärkste Kraft des Landes – offiziell vom Kommunismus verabschiedet und in „Demokratische Linkspartei“ (Partito Democratico della Sinistra, PDS) umbenannt hatte, mussten bei dieser Wahl die fünf gemäßigten Parteien, die seit dem Zweiten Weltkrieg zumeist in Regierungskoalitionen vertreten waren und in den 1980er-Jahren ein stabiles Kartell namens Pentapartito (die „Fünferpartei“) gebildet hatten, massive Verluste hinnehmen und kollabierten teilweise völlig. Sie waren stark vom Korruptionsskandal Tangentopoli („Stadt der Schmiergelder“) und den sogenannten Mani pulite-Prozessen betroffen, die weitverbreitete Bestechlichkeit unter Regierungspolitikern zutage gefördert hatten.
Aufgrund des Mehrheitswahlrechts schlossen sich einige Parteien erstmals zu offiziellen Wahlallianzen zusammen. Die wichtigsten darunter waren:
- das Mitte-rechts-Bündnis Polo delle Libertà (im Norden: Forza Italia mit CCD, Lega Nord und UdC) bzw. Polo del Buon Governo (im Süden: FI–CCD, Alleanza Nazionale und UdC)
- das Mitte-links-Bündnis Alleanza dei Progressisti (PDS, PRC, AD, PSI, La Rete, Verdi, CS)
- das Mitte-Bündnis Patto per l’Italia (PPI und Patto Segni)

## Ergebnis

### Abgeordnetenkammer

#### Proporzwahl
| Wahlbündnisse                        | Wahlbündnisse                             | Listen                                       | Stimmen    | %    | Mandate |
| ------------------------------------ | ----------------------------------------- | -------------------------------------------- | ---------- | ---- | ------- |
|                                      | Polo delle Libertà/ Polo del Buon Governo | Forza Italia                                 | 8.136.135  | 21,0 | 30      |
| Alleanza Nazionale                   | Polo delle Libertà/ Polo del Buon Governo | 5.214.133                                    | 13,5       | 23   |         |
| Lega Nord                            | Polo delle Libertà/ Polo del Buon Governo | 3.235.248                                    | 8,4        | 11   |         |
| Lista Marco Pannella                 | Polo delle Libertà/ Polo del Buon Governo | 1.359.283                                    | 3,5        | –    |         |
|                                      | Alleanza dei Progressisti                 | Partito Democratico della Sinistra           | 7.881.646  | 20,4 | 38      |
| Partito della Rifondazione Comunista | Alleanza dei Progressisti                 | 2.343.946                                    | 6,1        | 11   |         |
| Federazione dei Verdi                | Alleanza dei Progressisti                 | 1.047.268                                    | 2,7        | –    |         |
| Partito Socialista Italiano          | Alleanza dei Progressisti                 | 849.429                                      | 2,2        | –    |         |
| La Rete                              | Alleanza dei Progressisti                 | 719.841                                      | 1,9        | –    |         |
| Alleanza Democratica                 | Alleanza dei Progressisti                 | 456.114                                      | 1,2        | –    |         |
|                                      | Patto per l’Italia                        | Partito Popolare Italiano                    | 4.287.172  | 11,1 | 29      |
| Patto Segni                          | Patto per l’Italia                        | 1.811.814                                    | 4,7        | 13   |         |
|                                      | –                                         | Südtiroler Volkspartei                       | 231.842    | 0,6  | –       |
|                                      | –                                         | Socialdemocrazia per le Libertà (PSDI – FdS) | 179.495    | 0,5  | –       |
|                                      | –                                         | Programma Italia                             | 151.328    | 0,4  | –       |
|                                      | –                                         | Lega Alpina Lumbarda                         | 136.782    | 0,4  | –       |
|                                      | –                                         | Lega Autonomia Veneta                        | 103.764    | 0,3  | –       |
|                                      | –                                         | Lega d’Azione Meridionale                    | 59.873     | 0,2  | –       |
|                                      | –                                         | Sonstige <0,10 %                             | 515.780    | 1,3  | –       |
| Gesamt                               | Gesamt                                    | Gesamt                                       | 38.720.893 | 100  | 155     |
|                                      |                                           |                                              |            |      |         |
| Ungültige Stimmen                    | Ungültige Stimmen                         | Ungültige Stimmen                            | 2.825.397  | 6,8  |         |
| Wähler                               | Wähler                                    | Wähler                                       | 41.546.290 | 86,3 |         |
| Wahlberechtigte                      | Wahlberechtigte                           | Wahlberechtigte                              | 48.135.041 |      |         |
|                                      |                                           |                                              |            |      |         |
| Quelle: Innenministerium             |                                           |                                              |            |      |         |

#### Majorzwahl
| Listen                                               | Listen                                       | Stimmen    | %    | Mandate |
| ---------------------------------------------------- | -------------------------------------------- | ---------- | ---- | ------- |
|                                                      | Alleanza dei Progressisti                    | 12.632.680 | 32,8 | 164     |
|                                                      | Polo delle Libertà                           | 8.767.720  | 22,8 | 164     |
|                                                      | Patto per l’Italia                           | 6.019.038  | 15,6 | 4       |
|                                                      | Polo del Buon Governo                        | 5.732.890  | 14,9 | 129     |
|                                                      | Alleanza Nazionale                           | 2.566.848  | 6,7  | 8       |
|                                                      | Forza Italia (mit CCD und UdC)               | 679.154    | 1,8  | 1       |
|                                                      | Lista Marco Pannella – Riformatori           | 432.666    | 1,1  | –       |
|                                                      | Südtiroler Volkspartei                       | 188.017    | 0,5  | 3       |
|                                                      | Socialdemocrazia per le Libertà (PSDI – FdS) | 137.354    | 0,4  | –       |
|                                                      | Partito Sardo d’Azione                       | 82.258     | 0,2  | –       |
|                                                      | Lega Autonomia Veneta                        | 78.214     | 0,2  | –       |
|                                                      | Partito Socialista Italiano                  | 71.751     | 0,2  | –       |
|                                                      | Programma Italia                             | 70.447     | 0,2  | –       |
|                                                      | Partito Autonomista Trentino Tirolese        | 58.962     | 0,2  | –       |
|                                                      | Unione Democratica Italiana                  | 57.049     | 0,1  | –       |
|                                                      | Unità Popolare                               | 53.167     | 0,1  | –       |
|                                                      | Unione Cristiani e Riformisti                | 52.136     | 0,1  | –       |
|                                                      | Lega d’Azione Meridionale                    | 46.820     | 0,1  | 1       |
|                                                      | Autonomia Democrazia                         | 45.409     | 0,1  | –       |
|                                                      | Vallée d’Aoste (UV)                          | 43.700     | 0,1  | 1       |
|                                                      | Solidarietà Occupazione Sviluppo             | 41.713     | 0,1  | –       |
|                                                      | Sonstige <0,10 %                             | 646.165    | 1,7  | –       |
| Gesamt                                               | Gesamt                                       | 38.504.158 | 100  | 475     |
|                                                      |                                              |            |      |         |
| Quelle: Innenministerium (Zusammenfassung berechnet) |                                              |            |      |         |

### Senat
| Listen                   | Listen                                      | Stimmen    | %    | Mandate |
| ------------------------ | ------------------------------------------- | ---------- | ---- | ------- |
|                          | Alleanza dei Progressisti                   | 10.881.320 | 32,9 | 122     |
|                          | Polo delle Libertà                          | 6.570.468  | 19,9 | 82      |
|                          | Patto per l’Italia                          | 5.519.090  | 16,7 | 31      |
|                          | Polo del Buon Governo                       | 4.544.573  | 13,7 | 64      |
|                          | Alleanza Nazionale                          | 2.077.934  | 6,3  | 8       |
|                          | Lista Pannella – Riformatori                | 767.765    | 2,3  | 1       |
|                          | Partito Pensionati                          | 250.637    | 0,8  | –       |
|                          | Lega Alpina Lumbarda                        | 246.046    | 0,7  | 1       |
|                          | Südtiroler Volkspartei                      | 217.137    | 0,7  | 3       |
|                          | Lega Autonomia Veneta                       | 165.370    | 0,5  | –       |
|                          | Forza Italia – Centro Cristiano Democratico | 149.965    | 0,5  | 1       |
|                          | Partito Socialista Italiano                 | 103.490    | 0,3  | –       |
|                          | Verdi Federalisti                           | 100.418    | 0,3  | –       |
|                          | Partito Sardo d’Azione                      | 88.225     | 0,3  | –       |
|                          | Partito della Legge Naturale                | 86.579     | 0,3  | –       |
|                          | Sonstige <0,25 %                            | 1.305.532  | 3,9  | 2       |
| Gesamt                   | Gesamt                                      | 33.074.549 | 100  | 315     |
|                          |                                             |            |      |         |
| Ungültige Stimmen        | Ungültige Stimmen                           | 2.798.826  | 7,8  |         |
| Wähler                   | Wähler                                      | 35.873.375 | 85,8 |         |
| Wahlberechtigte          | Wahlberechtigte                             | 41.795.730 |      |         |
|                          |                                             |            |      |         |
| Quelle: Innenministerium |                                             |            |      |         |

## Prominente Kandidaturen in den Wahlkreisen
| Kandidat               | Partei                               | Kammer             | Wahlkreis                | Ergebnis | Erfolg        |
| ---------------------- | ------------------------------------ | ------------------ | ------------------------ | -------- | ------------- |
| Silvio Berlusconi      | Forza Italia                         | Abgeordnetenkammer | Rom-Mitte                | 46,3 %   | gewählt       |
| Gianfranco Fini        | Alleanza Nazionale                   | Abgeordnetenkammer | Rom – Della Vittoria     | 51,8 %   | gewählt       |
| Marco Pannella         | Lista Marco Pannella                 | Abgeordnetenkammer | Rom – Della Vittoria     | 6,9 %    | nicht gewählt |
| Umberto Bossi          | Lega Nord                            | Abgeordnetenkammer | Mailand 1                | 48,7 %   | gewählt       |
| Pier Ferdinando Casini | Centro Cristiano Democratico         | Abgeordnetenkammer | Bologna – Borgo Panigale | 20,2 %   | nicht gewählt |
| Achille Occhetto       | Partito Democratico della Sinistra   | Abgeordnetenkammer | Bologna – Borgo Panigale | 59,8 %   | gewählt       |
| Fausto Bertinotti      | Partito della Rifondazione Comunista | Abgeordnetenkammer | Turin 4                  | 39,4 %   | gewählt       |
| Ottaviano Del Turco    | Partito Socialista Italiano          | Abgeordnetenkammer | San Lazzaro di Savena    | 52,2 %   | gewählt       |
| Willer Bordon          | Alleanza Democratica                 | Abgeordnetenkammer | Suzzara                  | 44,5 %   | gewählt       |
| Mariotto Segni         | Patto Segni                          | Abgeordnetenkammer | Sassari                  | 31,6 %   | nicht gewählt |

## Nachwahlen
| Wahlkreis                 | Kammer             | Datum      | Ausgeschiedene      | Ausgeschiedene        | Nachgerückte         | Nachgerückte        |
| Wahlkreis                 | Kammer             | Datum      | Name                | Wahlbündnis/Liste     | Name                 | Wahlbündnis/Liste   |
| ------------------------- | ------------------ | ---------- | ------------------- | --------------------- | -------------------- | ------------------- |
| Pistoia                   | Senat              | 11-09-1994 | Antonio Fischetti   | Progressisti          | Domenico Gallo       | Progressisti        |
| Padua – Selvazzano Dentro | Abgeordnetenkammer | 09-04-1995 | Emma Bonino         | Polo delle Libertà    | Giovanni Saonara     | Mitte-links         |
| Ravenna – Lugo            | Abgeordnetenkammer | 14-05-1995 | Davide Visani       | Progressisti          | Elsa Signorino       | Progressisti        |
| Cosenza                   | Senat              | 14-05-1995 | Carmime Garofalo    | Progressisti          | Massimo Veltri       | Progressisti        |
| Neapel – Vomero           | Abgeordnetenkammer | 22-10-1995 | Antonio Rastrelli   | Polo del Buon Governo | Vincenzo Siniscalchi | Mitte-links         |
| Foggia-Mitte              | Abgeordnetenkammer | 14-01-1996 | Paolo Agostinacchio | Polo del Buon Governo | Antonio Pepe         | Polo per le Libertà |

## Mandate
| Partei                    | Partei                               | Abgeordnetenkammer | Abgeordnetenkammer                   | Abgeordnetenkammer | Senat                       | Senat |
| Partei                    | Partei                               | Prop.              | Maj.                                 | Gesamt             | Senat                       | Senat |
| ------------------------- | ------------------------------------ | ------------------ | ------------------------------------ | ------------------ | --------------------------- | ----- |
|                           | Lega Nord                            | 10 [11] a          | 107 (PdL)                            | 117                | 60 PdL                      | 60    |
|                           | Alleanza Nazionale                   | 22 [23] a          | 87 (8 AN + 79 PdBG)                  | 109                | 8 AN + 40 PdBG              | 48    |
|                           | Forza Italia                         | 26 (32) b [30] a   | 75 (39 PdL + 36 PdBG)                | 101                | 19 PdL + 14 PdBG + 1 FI-CCD | 34    |
|                           | CCD                                  | 6 (–) b            | 21 (7 PdL + 13 PdBG + 1 FI-Sonstige) | 27                 | 2 PdL + 10 PdBG             | 12    |
|                           | Lista Pannella – Riformatori         | –                  | 6 (PdL)                              | 6                  | 1 LPR + 1 PdL               | 2     |
|                           | Unione di Centro                     | –                  | 4 (3 PdL + 1 PdBG)                   | 4                  | –                           | –     |
|                           | Polo Liberal Democratico             | –                  | 2 (PdL)                              | 2                  | –                           | –     |
| Polo (PdL + PdBG)         | Polo (PdL + PdBG)                    | 64                 | 302                                  | 366                | –                           | 156   |
|                           |                                      |                    |                                      |                    |                             |       |
|                           | Partito Democratico della Sinistra   | 35 (37) d [38] c   | 79                                   | 114                | –                           | 70    |
|                           | Partito della Rifondazione Comunista | 12 [11] c          | 27                                   | 39                 | –                           | 18    |
|                           | Alleanza Democratica                 | –                  | 18                                   | 18                 | –                           | 6     |
|                           | Partito Socialista Italiano          | –                  | 14                                   | 14                 | –                           | 9     |
|                           | Federazione dei Verdi                | –                  | 11                                   | 11                 | –                           | 7     |
|                           | La Rete                              | –                  | 8                                    | 8                  | –                           | 6     |
|                           | Cristiano Sociali                    | 2 (–) d            | 6                                    | 8                  | –                           | 6     |
|                           | Rinascita Socialista                 | –                  | 1                                    | 1                  | –                           | –     |
| Alleanza dei Progressisti | Alleanza dei Progressisti            | 49                 | 164                                  | 213                | –                           | 122   |
|                           |                                      |                    |                                      |                    |                             |       |
|                           | Partito Popolare Italiano            | 29                 | 4                                    | 33                 | –                           | 31    |
|                           | Patto Segni                          | 13                 | –                                    | 13                 | –                           | –     |
| Patto per l’Italia        | Patto per l’Italia                   | 42                 | 4                                    | 46                 | –                           | 31    |
|                           |                                      |                    |                                      |                    |                             |       |
|                           | Südtiroler Volkspartei               | –                  | 3                                    | 3                  | –                           | 3     |
|                           | Lega d’Azione Meridionale            | –                  | 1                                    | 1                  | –                           | –     |
|                           | Vallée d’Aoste                       | –                  | 1                                    | 1                  | –                           | 1     |
|                           | Lega Alpina Lumbarda                 | –                  | –                                    | –                  | –                           | 1     |
|                           | Gruppo Magris                        | –                  | –                                    | –                  | –                           | 1     |
| Gesamt                    | Gesamt                               | 155                | 475                                  | 630                | –                           | 315   |

- a Forza Italia erhielt 2 weitere Mandate; ein Mandat wurde den Listen AN und LN abgezogen.
- b 6 CCD Abgeordnete wurden in die Liste Forza Italia gewählt.
- c Die Partito della Rifondazione Comunista erhielt ein weiteres Mandat; ein Mandat wurde der Liste PDS abgezogen.
- d 2 CS Abgeordnete wurden in die Liste Partito Democratico della Sinistra gewählt.

### Abgeordnetenkammer
| Sitzverteilung nach Koalitionen                                                          | Sitzverteilung nach Parteien |
| ---------------------------------------------------------------------------------------- | --- |
| Insgesamt 630 Sitze - Progressisti: 213 - Patto per l’Italia: 50 - PdL/PBG: 366 - LAM: 1 | Insgesamt 630 Sitze - PRC: 39 - PDS–Unab.: 122 - FdV: 11 - PSI–RS: 15 - La Rete: 8 - AD: 18 - PPI: 33 - PS: 13 - SVP: 3 - VdA: 1 - CCD: 27 - FI: 113 - LN: 117 - AN: 109 - LAM: 1 |

### Senat
| Sitzverteilung nach Koalitionen                                                          | Sitzverteilung nach Parteien |
| ---------------------------------------------------------------------------------------- | --- |
| Insgesamt 315 Sitze - Progressisti: 123 - LAL: 1 - Patto per l’Italia: 35 - PdL/PBG: 156 | Insgesamt 315 Sitze - PRC: 18 - PDS: 76 - FdV: 7 - PSI: 9 - La Rete: 6 - AD: 6 - LM: 1 - LAL: 1 - Patto per l’Italia: 31 - SVP: 3 - VdA: 1 - LMP: 1 - CCD: 12 - FI: 35 - LN: 60 - AN: 48 |

## Gewinner und Verlierer

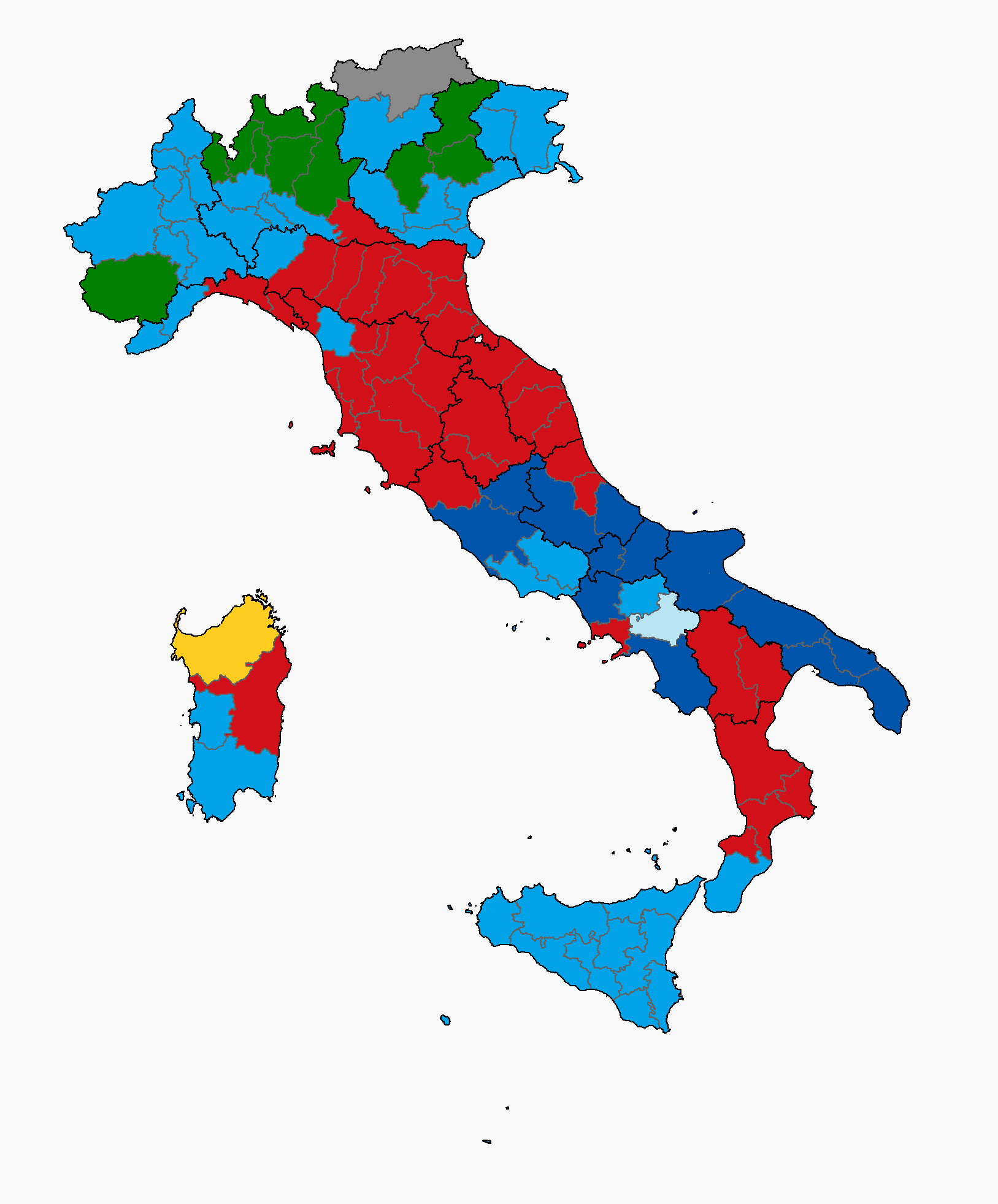
Stärkste Partei nach Provinzen
Forza Italia
Partito Democratico della Sinistra
Alleanza Nazionale
Partito Popolare Italiano
Lega Nord
Patto Segni
Südtiroler Volkspartei

Die Democrazia Cristiana, dominante Partei der Nachkriegsgeschichte, die ununterbrochen an der Regierung gewesen und fast alle Ministerpräsidenten gestellt hatte, hatte sich kurz vor der Wahl in Partito Popolare Italiano (PPI) umbenannt. Sie verlor bei der Wahl fast zwei Drittel ihrer Stimmen (minus 18,6 Prozentpunkte) und mehr als vier Fünftel ihrer Sitze in der Abgeordnetenkammer (von 206 auf 33). Das war der erheblichste Verlust einer Partei bei einer Wahl in Italien und einer der heftigsten einer Regierungspartei in einem westeuropäischen Land jemals. Ihre bisherigen Koalitionspartner PSI (2,2 %, ein Verlust von 11,4 Prozentpunkten) und PSDI (0,5 %, −2,2 %) verschwanden praktisch in der Bedeutungslosigkeit. Die beiden liberalen Parteien der Nachkriegszeit hatten sich bereits aufgelöst (PLI) bzw. traten nicht mehr separat an (PRI).
Dem gegenüber stand der Wahlsieg der nur zehn Wochen vor der Wahl gegründeten Partei Forza Italia (FI) des Unternehmers Silvio Berlusconi, die aus dem Stand auf 21 % (über 8 Millionen Parteilistenstimmen) kam. Sie hatte noch keine wirklichen Parteistrukturen oder -mitgliedschaft, profitierte aber von einer massiven Starthilfe durch Berlusconis Fininvest-Konzern und eine für Italien neuartige Medienkampagne in seinen Fernsehprogrammen der Mediaset-Gruppe. Beobachter sprachen daher von einer „Instantpartei“ oder „Partei aus Plastik“. Weiterer großer Gewinner war das rechtsextreme Movimento Sociale Italiano (MSI), das bei dieser Wahl erstmals unter dem Namen Alleanza Nazionale antrat. Es profitierte vom Unmut über die Korruptionsskandale und vom Protest dagegen. Zudem gab es sich in dieser Zeit ein neues Image, distanzierte sich vom (Neo-)Faschismus (formell erst auf dem Parteitag von Fiuggi im Januar 1995) und bemühte sich stattdessen um eine Wahrnehmung als respektable, demokratische und konservative Partei. Von einer marginalisierten Partei außerhalb des „Verfassungsbogens“ (arco costituzionale) wuchs sie zur drittstärksten Kraft des Landes, die in einigen Provinzen im Süden sogar die Mehrheit errang.

## Regierungsbildung
Die Parteien des Mitte-rechts-Lagers (Polo delle Libertà/Polo del Buon Governo) bildeten eine Koalitionsregierung unter Silvio Berlusconi. Das Kabinett Berlusconi I wurde am 10. Mai 1994 vereidigt. Bereits nach einigen Monaten scheiterte die Koalition, die Lega Nord verließ das Regierungsbündnis und bildete mit den Mitte-links-Parteien sowie der PPI eine neue Mehrheit. Diese brachte am 17. Januar 1995 das Kabinett Dini, eine sogenannte technokratische Regierung (governo tecnico) aus parteilosen Fachleuten ins Amt. Dieses amtierte bis zur vorgezogenen Parlamentswahl im April 1996.